# Promozione Lombardia 1981-1982
Nella stagione 1981-1982 la Promozione era il sesto livello del calcio italiano (il massimo livello regionale). Qui vi sono le statistiche relative al campionato in Lombardia e nella provincia di Piacenza, gestiti dal Comitato Regionale Lombardo.
Il campionato è strutturato in vari gironi all'italiana su base regionale, gestiti dai Comitati Regionali di competenza. Promozioni alla categoria superiore e retrocessioni in quella inferiore non erano sempre omogenee; erano quantificate all'inizio del campionato dal Comitato Regionale secondo le direttive stabilite dalla Lega Nazionale Dilettanti, ma flessibili, in relazione al numero delle società retrocesse dal Campionato Interregionale e perciò, a seconda delle varie situazioni regionali, la fine del campionato poteva avere degli spareggi sia di promozione che di retrocessione.
Questo è il campionato regionale della regione Lombardia, ma fino alla stagione 1994-1995 la provincia di Piacenza è stata di competenza del Comitato Regionale Lombardo così come la provincia di Mantova è stata gestita dal Comitato Regionale Emilia-Romagna.

## Girone A

### Squadre partecipanti
| Club                        | Città                   |
| --------------------------- | ----------------------- |
| A.C. Biassono               | Biassono (MI)           |
| U.S. Caronnese              | Caronno Pertusella (VA) |
| U.S. Lomazzo                | Lomazzo (CO)            |
| G.S. Missaglia Sport        | Missaglia (CO)          |
| U.S. Padernese              | Paderno Dugnano (MI)    |
| A.C. Parabiago              | Parabiago (MI)          |
| A.C. Pro Sesto              | Sesto San Giovanni (MI) |
| A.C. Real Bariana           | Bariana di Lainate (MI) |
| U.S. Robbiano Calcio        | Giussano (MI)           |
| S.C. Rovellasca 1910        | Rovellasca (CO)         |
| G.S. Salus et Virtus Turate | Turate (CO)             |
| A.C. Tradate                | Tradate (VA)            |
| F.C. Verbano Calcio         | Cocquio Trevisago (VA)  |
| A.S. Vergiatese             | Vergiate (VA)           |
| A.S. Viggiù                 | Viggiù (VA)             |
| A.S. Vis Nova Giussano      | Giussano (MI)           |

### Classifica finale
|  | Pos. | Squadra                | Pt | G  | V  | N  | P  | GF | GS | DR  |
|  | ---- | ---------------------- | -- | -- | -- | -- | -- | -- | -- | --- |
|  | 1.   | Pro Sesto              | 42 | 30 | 17 | 8  | 5  | 41 | 23 | +18 |
|  | 2.   | Verbano                | 40 | 30 | 15 | 10 | 5  | 51 | 27 | +24 |
|  | 3.   | Lomazzo                | 38 | 30 | 16 | 6  | 8  | 48 | 30 | +18 |
|  | 3.   | Rovellasca 1910        | 38 | 30 | 14 | 10 | 6  | 44 | 29 | +15 |
|  | 5.   | Real Bariana           | 36 | 30 | 10 | 16 | 4  | 42 | 24 | +18 |
|  | 6.   | Parabiago              | 34 | 30 | 11 | 12 | 7  | 38 | 32 | +6  |
|  | 7.   | Robbiano               | 33 | 30 | 10 | 13 | 7  | 34 | 29 | +5  |
|  | 8.   | Padernese              | 30 | 30 | 8  | 14 | 8  | 29 | 25 | +4  |
|  | 9.   | Tradate                | 26 | 30 | 9  | 8  | 13 | 35 | 39 | -4  |
|  | 10.  | Viggiù                 | 25 | 30 | 7  | 11 | 12 | 24 | 35 | -11 |
|  | 10.  | Vergiatese             | 25 | 30 | 8  | 9  | 13 | 22 | 34 | -12 |
|  | 12.  | Missaglia              | 24 | 30 | 7  | 10 | 13 | 33 | 40 | -7  |
|  | 12.  | Salus et Virtus Turate | 24 | 30 | 7  | 10 | 13 | 29 | 50 | -21 |
|  | 14.  | Caronnese              | 23 | 30 | 8  | 7  | 15 | 17 | 38 | -21 |
|  | 15.  | Vis Nova Giussano      | 22 | 30 | 3  | 16 | 11 | 20 | 27 | -7  |
|  | 16.  | Biassono               | 20 | 30 | 6  | 8  | 16 | 26 | 51 | -25 |

Legenda:
      Ammesso agli spareggi promozione.
      Retrocesso in Prima Categoria 1982-1983.
Regolamento:
Due punti a vittoria, uno a pareggio, zero a sconfitta.

## Girone B

### Squadre partecipanti
| Club                  | Città                      |
| --------------------- | -------------------------- |
| U.S. Brembillese      | Brembilla (BG)             |
| A.C. Brugherio        | Brugherio (MI)             |
| U.S. Caravaggio       | Caravaggio (BG)            |
| Pol. Carugatese       | Carugate (MI)              |
| A.C. Cernusco         | Cernusco sul Naviglio (MI) |
| U.S. Cisanese         | Cisano Bergamasco (BG)     |
| A.S. Cologno Monzese  | Cologno Monzese (MI)       |
| G.S. Concorezzese     | Concorezzo (MI)            |
| S.S. Fulgor Canonica  | Canonica d'Adda (BG)       |
| U.S. Ponte San Pietro | Ponte San Pietro (BG)      |
| A.C. Sebinia          | Lovere (BG)                |
| U.S. Stezzanese       | Stezzano (BG)              |
| S.S. Tritium 1908     | Trezzo sull'Adda (MI)      |
| S.S. Vapriese         | Vaprio d'Adda (MI)         |
| A.C. Verdello         | Verdello (BG)              |
| U.S. Villa d'Almè     | Villa d'Almè (BG)          |

### Classifica finale
|  | Pos. | Squadra          | Pt | G  | V  | N  | P  | GF | GS | DR  |
|  | ---- | ---------------- | -- | -- | -- | -- | -- | -- | -- | --- |
|  | 1.   | Brembillese      | 43 | 30 | 15 | 13 | 2  | 38 | 14 | +24 |
|  | 2.   | Carugatese       | 40 | 30 | 16 | 8  | 6  | 44 | 23 | +21 |
|  | 3.   | Brugherio        | 39 | 30 | 15 | 9  | 6  | 33 | 21 | +12 |
|  | 4.   | Cologno Monzese  | 33 | 30 | 10 | 13 | 7  | 34 | 29 | +5  |
|  | 4.   | Sebinia          | 33 | 30 | 9  | 15 | 6  | 21 | 22 | -1  |
|  | 6.   | Caravaggio       | 31 | 30 | 9  | 13 | 8  | 18 | 17 | +1  |
|  | 7.   | Vapriese         | 30 | 30 | 9  | 12 | 9  | 28 | 29 | -1  |
|  | 7.   | Tritium 1908     | 30 | 30 | 7  | 16 | 7  | 28 | 30 | -2  |
|  | 9.   | Ponte San Pietro | 28 | 30 | 10 | 8  | 12 | 28 | 24 | +4  |
|  | 9.   | Concorezzese     | 28 | 30 | 5  | 18 | 7  | 19 | 22 | -3  |
|  | 11.  | Verdello         | 27 | 30 | 9  | 9  | 12 | 25 | 24 | +1  |
|  | 12.  | Cernusco         | 25 | 30 | 7  | 11 | 12 | 26 | 39 | -13 |
|  | 12.  | Fulgor Canonica  | 25 | 30 | 6  | 13 | 11 | 20 | 33 | -13 |
|  | 12.  | Cisanese         | 25 | 30 | 7  | 11 | 12 | 19 | 30 | -11 |
|  | 15.  | Stezzanese       | 25 | 30 | 9  | 7  | 14 | 26 | 34 | -8  |
|  | 16.  | Villa d'Almè     | 18 | 30 | 4  | 10 | 16 | 22 | 38 | -16 |

Legenda:
      Ammesso agli spareggi promozione.
      Retrocesso in Prima Categoria 1982-1983.
Regolamento:
Due punti a vittoria, uno a pareggio, zero a sconfitta.
Note:
Stezzanese retrocessa per il minor numero di punti conseguiti negli scontri diretti.

## Girone C

### Squadre partecipanti
| Club                      | Città                           |
| ------------------------- | ------------------------------- |
| F.C. Aurora Travagliato   | Travagliato (BS)                |
| U.S. Caorso               | Caorso (PC)                     |
| A.C. Carpenedolo          | Carpenedolo (BS)                |
| A.C. Castiglione Stiviere | Castiglione delle Stiviere (MN) |
| A.C. Codogno              | Codogno (MI)                    |
| U.S. Darfo Boario         | Darfo Boario Terme (BS)         |
| U.S. Fiorenzuola          | Fiorenzuola d'Arda (PC)         |
| A.C. Lumezzane            | Lumezzane (BS)                  |
| U.S. Montodinese          | Montodine (CR)                  |
| U.S. Offanenghese         | Offanengo (CR)                  |
| G.S. OMAS Pontevico       | Pontevico (BS)                  |
| A.C. Pro Palazzolo        | Palazzolo sull'Oglio (BS)       |
| A.C. Pro Piacenza 1919    | Piacenza (PC)                   |
| S.C. Soncino              | Soncino (CR)                    |
| U.S. Soresinese S.p.a.    | Soresina (CR)                   |
| G.S. Vobarno Club Azzurri | Brescia (BS)                    |

### Classifica finale
|  | Pos. | Squadra              | Pt | G  | V  | N  | P  | GF | GS | DR  |
|  | ---- | -------------------- | -- | -- | -- | -- | -- | -- | -- | --- |
|  | 1.   | Pro Palazzolo        | 43 | 30 | 16 | 11 | 3  | 48 | 16 | +32 |
|  | 2.   | Codogno              | 40 | 30 | 14 | 12 | 4  | 40 | 23 | +17 |
|  | 3.   | OMAS Pontevico       | 38 | 30 | 13 | 12 | 5  | 41 | 23 | +18 |
|  | 4.   | Soresinese           | 35 | 30 | 12 | 11 | 7  | 37 | 31 | +6  |
|  | 5.   | Fiorenzuola          | 34 | 30 | 9  | 16 | 5  | 34 | 27 | +7  |
|  | 6.   | Darfo Boario         | 32 | 30 | 10 | 12 | 8  | 30 | 23 | +7  |
|  | 7.   | Lumezzane            | 31 | 30 | 10 | 11 | 9  | 34 | 31 | +3  |
|  | 7.   | Carpenedolo          | 31 | 30 | 12 | 7  | 11 | 34 | 36 | -2  |
|  | 9.   | Aurora Travagliato   | 30 | 30 | 9  | 12 | 9  | 29 | 31 | -2  |
|  | 10.  | Offanenghese         | 29 | 30 | 9  | 11 | 10 | 30 | 33 | -3  |
|  | 11.  | Castiglione Stiviere | 27 | 30 | 8  | 11 | 11 | 31 | 35 | -4  |
|  | 11.  | Soncino              | 27 | 30 | 6  | 15 | 9  | 26 | 31 | -5  |
|  | 13.  | Vobarno Club Azzurri | 25 | 30 | 7  | 11 | 12 | 23 | 33 | -10 |
|  | 14.  | Caorso               | 23 | 30 | 5  | 13 | 12 | 32 | 47 | -15 |
|  | 15.  | Pro Piacenza         | 19 | 30 | 4  | 11 | 15 | 20 | 46 | -26 |
|  | 16.  | Montodinese          | 16 | 30 | 2  | 12 | 16 | 20 | 43 | -23 |

Legenda:
      Ammesso agli spareggi promozione.
      Retrocesso in Prima Categoria 1982-1983.
Regolamento:
Due punti a vittoria, uno a pareggio, zero a sconfitta.

## Girone D

### Squadre partecipanti
| Club                  | Città                      |
| --------------------- | -------------------------- |
| A.C. Broni            | Broni (PV)                 |
| F.C. Casteggio 1898   | Casteggio (PV)             |
| U.S. Castelnovese     | Castelnuovo Scrivia (AL)   |
| F.C. Corbetta         | Corbetta (MI)              |
| U.S. Corsico          | Corsico (MI)               |
| A.C. Crema            | Crema (CR)                 |
| Pol. Folgore Cisliano | Cisliano (MI)              |
| A.C. Magenta          | Magenta (MI)               |
| Pol. Medese           | Mede (PV)                  |
| U.S. Melegnanese      | Melegnano (MI)             |
| U.S. Mottese          | Motta Visconti (MI)        |
| U.S. Portalberese     | Portalbera (PV)            |
| A.S. Robbio           | Robbio (PV)                |
| A.C.Trezzano          | Trezzano sul Naviglio (MI) |
| F.C. Vigevano 1979    | Vigevano (PV)              |
| U.S. Virtus Binasco   | Binasco (MI)               |

### Classifica finale
|  | Pos. | Squadra          | Pt | G  | V  | N  | P  | GF | GS | DR  |
|  | ---- | ---------------- | -- | -- | -- | -- | -- | -- | -- | --- |
|  | 1.   | Vigevano 1979    | 43 | 30 | 17 | 9  | 4  | 46 | 21 | +25 |
|  | 2.   | Casteggio 1898   | 41 | 30 | 16 | 9  | 5  | 48 | 23 | +25 |
|  | 3.   | Crema            | 38 | 30 | 15 | 8  | 7  | 37 | 21 | +16 |
|  | 4.   | Trezzano         | 37 | 30 | 14 | 9  | 7  | 35 | 29 | +6  |
|  | 5.   | Broni            | 36 | 30 | 11 | 14 | 5  | 40 | 28 | +12 |
|  | 5.   | Virtus Binasco   | 36 | 30 | 13 | 10 | 7  | 39 | 26 | +13 |
|  | 7.   | Corbetta (-1)    | 34 | 30 | 13 | 9  | 8  | 32 | 27 | +5  |
|  | 8.   | Medese           | 31 | 30 | 11 | 9  | 10 | 34 | 31 | +3  |
|  | 8.   | Magenta          | 31 | 30 | 11 | 9  | 10 | 26 | 29 | -3  |
|  | 10.  | Robbio           | 28 | 30 | 9  | 10 | 11 | 31 | 36 | -5  |
|  | 11.  | Mottese          | 27 | 30 | 8  | 11 | 11 | 33 | 34 | -1  |
|  | 12.  | Portalberese     | 25 | 30 | 6  | 13 | 11 | 28 | 28 | 0   |
|  | 13.  | Castelnovese     | 23 | 30 | 9  | 5  | 16 | 34 | 41 | -7  |
|  | 14.  | Folgore Cisliano | 20 | 30 | 6  | 8  | 16 | 21 | 39 | -18 |
|  | 15.  | Corsico          | 17 | 30 | 4  | 9  | 17 | 26 | 47 | -21 |
|  | 16.  | Melegnanese      | 12 | 30 | 2  | 8  | 20 | 24 | 74 | -50 |

Legenda:
      Ammesso agli spareggi promozione.
      Retrocesso in Prima Categoria 1982-1983.
Regolamento:
Due punti a vittoria, uno a pareggio, zero a sconfitta.
Note:
Il Corbetta è penalizzato di 1 punto per una rinuncia.

## Spareggi promozione
|               | Risultati |               | Luogo e data                       |
| ------------- | --------- | ------------- | ---------------------------------- |
| Vigevano 1979 | 0 - 2     | Pro Sesto     | Parabiago, 16 maggio 1982          |
| Pro Palazzolo | 1 - 0     | Brembillese   | Trezzo sull'Adda, 16 maggio 1982   |
|               |           |               |                                    |
| Vigevano 1979 | 1 - 0     | Brembillese   | Sesto San Giovanni, 23 maggio 1982 |
| Pro Palazzolo | 1 - 1     | Pro Sesto     | Trezzo sull'Adda, 23 maggio 1982   |
|               |           |               |                                    |
| Pro Palazzolo | 4 - 1     | Vigevano 1979 | Sesto San Giovanni, 30 maggio 1982 |
| Pro Sesto     | 1 - 3     | Brembillese   | Trezzo sull'Adda, 30 maggio 1982   |
|               |           |               |                                    |

### Classifica finale
|  | Pos. | Squadra       | Pt | G | V | N | P | GF | GS | DR |
|  | ---- | ------------- | -- | - | - | - | - | -- | -- | -- |
|  | 1.   | Pro Palazzolo | 5  | 3 | 2 | 1 | 0 | 6  | 2  | +4 |
|  | 2.   | Pro Sesto     | 3  | 3 | 1 | 1 | 1 | 4  | 4  | 0  |
|  | 3.   | Brembillese   | 2  | 3 | 1 | 0 | 2 | 3  | 3  | 0  |
|  | 4.   | Vigevano 1979 | 2  | 3 | 1 | 0 | 2 | 2  | 6  | -4 |

Legenda:
      Promosso in Interregionale 1982-1983.
Regolamento:
Due punti a vittoria, uno a pareggio, zero a sconfitta.